# .lv
.lv – domena internetowa przypisaną dla stron internetowych z Łotwy. Została utworzona 29 kwietnia 1993. Zarządza nią Uniwersytet Łotwy.